# Thierry Pastor
Pour les articles homonymes, voir Pastor.
Thierry Pastor, né le 4 mars 1960 à Oran, est un chanteur et compositeur français pied-noir.
Il est notamment connu pour ses titres Le Coup de folie enregistré en 1981, produit par Roland Magdane, et Sur des musiques noires sorti en 1985.

## Biographie
Thierry Pastor est né le 4 mars 1960 à Oran, alors en Algérie française, au sein d'une famille de chanteurs et musiciens,. Il entre au conservatoire de musique de Lyon et étudie le piano classique pendant une dizaine d'années. En 1978, il devient pianiste et arrangeur pour le chanteur Nicolas Peyrac, lequel il accompagne pendant trois ans. Au début des années 1980, il compose des mélodies inspirées par la musique soul,,. 
En 1981, il enregistre son premier 45 tours Le Coup de folie, qui rencontre un grand succès l'année suivante,,. Un grave accident de voiture, dont il va mettre plus de deux ans à se remettre, l'éloigne de la scène en 1983, lui permettant de sortir Sur des musiques noires,. Le titre se classe en 12e position en France en 1985. Après ces deux tubes, il ne retrouve pas avec ses albums suivants le succès espéré auprès du grand public.
De 2009 à 2012, il participe à la tournée RFM Party 80 et de novembre 2014 à 2018 à la tournée Stars 80. En 2019, il annonce rejoindre le spectacle Best of 80.

## Vie privée
Thierry Pastor a trois frères : Norbert Pastor, guitariste, Laurent Pastor, coiffeur et ex-chanteur, et Daniel Pastor, qui a aussi été chanteur sous le pseudonyme de Daniel Valero,. 
Il s'est marié le 13 septembre 1986 à Meyzieu (Rhône). Thierry Pastor a un fils et deux filles : Aurane née le 26 mai 1998, Kilian, né le 19 juillet 2000, et Thelma née le 11 décembre 2003.
En 2023, il vit dans le Val-de-Marne.

## Discographie

### Albums
- 1982 : Le Coup de folie
- 1988 : Avec elle
- 1992 : Des histoires
- 1993 : Passé composé
- 1999 : Coup de folie (compilation)
- 2024 : Best of Thierry Pastor

### Singles
- 1981 : Le Coup de folie (Jean-Claude Perrey, Thierry Pastor)
- 1982 : Where Is My Love
- 1983 : Magic Music
- 1985 : Sur des musiques noires - #12 en France
- 1986 : Équateur
- 1987 : Dernier Matin d'Asie (Chanson caritative)
- 1988 : T'en vas pas
- 1989 : Mister T
- 1995 : C'est un mystère (Kimberley Covington, Thierry Pastor)
- 1996 : L'Indien

### Contributions
- 1996 : C'est la même chanson, Stop, au nom de l'amour — Pour la compilation Les plus belles chanson françaises. 1971, Éditions Atlas[10].